# Guillermo Almenara
Guillermo Almenara Irigoyen (Lima, 1890-2 de noviembre de 1974), fue un médico y político peruano. Especializado en bacteriología y enfermedades tropicales, fue también experto en seguridad social y administración hospitalaria. Fue ministro de Salud Pública, Trabajo y Previsión Social (1938-1939).

## Biografía
Fue hijo del médico y político Francisco Almenara Butler y de Elvira Irigoyen Irigoyen. Realizó estudios primarios en el Colegio San José de Cluny y secundarios en el Colegio Sagrados Corazones Recoleta.
Al igual que su padre siguió la carrera de medicina. Ingresó a la Facultad de Ciencias de la Universidad Nacional Mayor de San Marcos en 1906 y a la Facultad de Medicina en 1908. Se graduó de bachiller en Ciencias Naturales con su tesis «Contribución al estudio de los anticuerpos y el origen de las precipitinas» (1911) y se doctoró con su tesis «Algunas consideraciones sobre las cualidades nutritivas e higiénicas de la leche en Lima» (1912). Y en 1915 se graduó de bachiller en Medicina con su tesis «Anatomía patológica de la leishmaniasis dérmica», recibiéndose de médico-cirujano ese mismo año. Continuó estudios en Argentina y Brasil, donde se especializó en bacteriología. En 1922 se graduó de doctor en Medicina con su tesis «El chamico, estudio histórico, fármaco-botánico, fármaco-químico y fármaco-dinámico de la Datura Datulán».
En 1926 fundó el laboratorio clínico que lleva su nombre e introdujo en el Perú técnicas modernas de química biológica. En su alma máter ejerció durante la década de 1920 las cátedras de Biología, Química y Farmacología. 
En 1930 fundó el Departamento Municipal de Salubridad. En 1930 fundó el Instituto Municipal de Higiene de Lima, que dirigió hasta 1936.
Entre los años 1938 y 1939 fue ministro de Salud Pública, Trabajo y Previsión Social, en el segundo gobierno de Óscar R. Benavides. Durante su gestión fundó el Instituto Nacional de Higiene. Accidentalmente, se encargó del despacho de Justicia y Culto. Junto con los doctores Edgardo Rebagliati y Juan José Calle, integró la Comisión encargada del proyecto de la Seguridad Social en el Perú, que se concretó con la promulgación de la Ley del Seguro Social y la construcción del Hospital Obrero, inaugurado en 1940 y que fue en su momento el más grande y el mejor equipado de Sudamérica.
Participó en el II Congreso Médico Social Panamericano, realizado en Lima en 1948.
Entre 1950 y 1954 supervisó la construcción del Hospital del Seguro Social del Empleado, actual Hospital Edgardo Rebagliati Martins.
Ya con el prestigio ganado en administración hospitalaria, en 1954 viajó a Costa Rica donde ejerció como consultor técnico del programa hospitalario de dicho país.
En 1955 integró el cuerpo de expertos de la Organización Mundial de la Salud (OMS).
Entre 1958 y 1960 fue asesor del director del hospital clínico de la Universidad Nacional de Uruguay, donde dictó cursos de administración hospitalaria.
Se casó con Graciela Luisa Valdez, con quien tuvo cinco hijos; al enviudar se casó con Susana Chau Wong, con quien tuvo otros cinco hijos. 
Falleció en la madrugada del 2 de noviembre de 1974 a los 84 años en su casa ubicada en el distrito limeño de Miraflores.
En su honor, a partir de 1981 el Hospital Obrero de Lima pasó a llamarse Hospital Nacional Guillermo Almenara Irigoyen, en cuya entrada se levanta su busto.

## Condecoraciones
- Gran Oficial de la Orden El Sol del Perú.
- Gran Oficial de la Orden de Servicios Distinguidos.
- Gran Cruz de la Orden Hipólito Unanue.
- Gran Oficial de la Orden Hipólito Unanue.
- Gran Oficial de la Orden Daniel Alcides Carrion.
- Gran Oficial de la Orden al Mérito de la República de Chile.

## Publicaciones
- "Elogio de Carrión" (publicado en Crónica Médica, 1912)
- Tratamiento médico de la leishmaniasis del dermis (1913)
- "Leishmaniasis y blastomicosis en el Perú" (en coautoría con Carlos Monge y publicado en Crónica Médica, 1915)
- Alteraciones anatomopatológicas del hígado en la enfermedad de Chagas (1919)
- El metabolismo basal (1927)
- La racionalización de los servicios de la salubridad pública (1932)
- El hospital central del seguro del empleado (1952)